# Oxychora assimilis
Oxychora assimilis là một loài bướm đêm trong họ Geometridae.